# Tepebaşı, Kale
Tepebaşı là một xã thuộc huyện Kale, tỉnh Malatya, Thổ Nhĩ Kỳ. Dân số thời điểm năm 2011 là 251 người.